# Palais épiscopal de Belley
Le palais épiscopal de Belley est un palais épiscopal situé à Belley, en France.

## Présentation

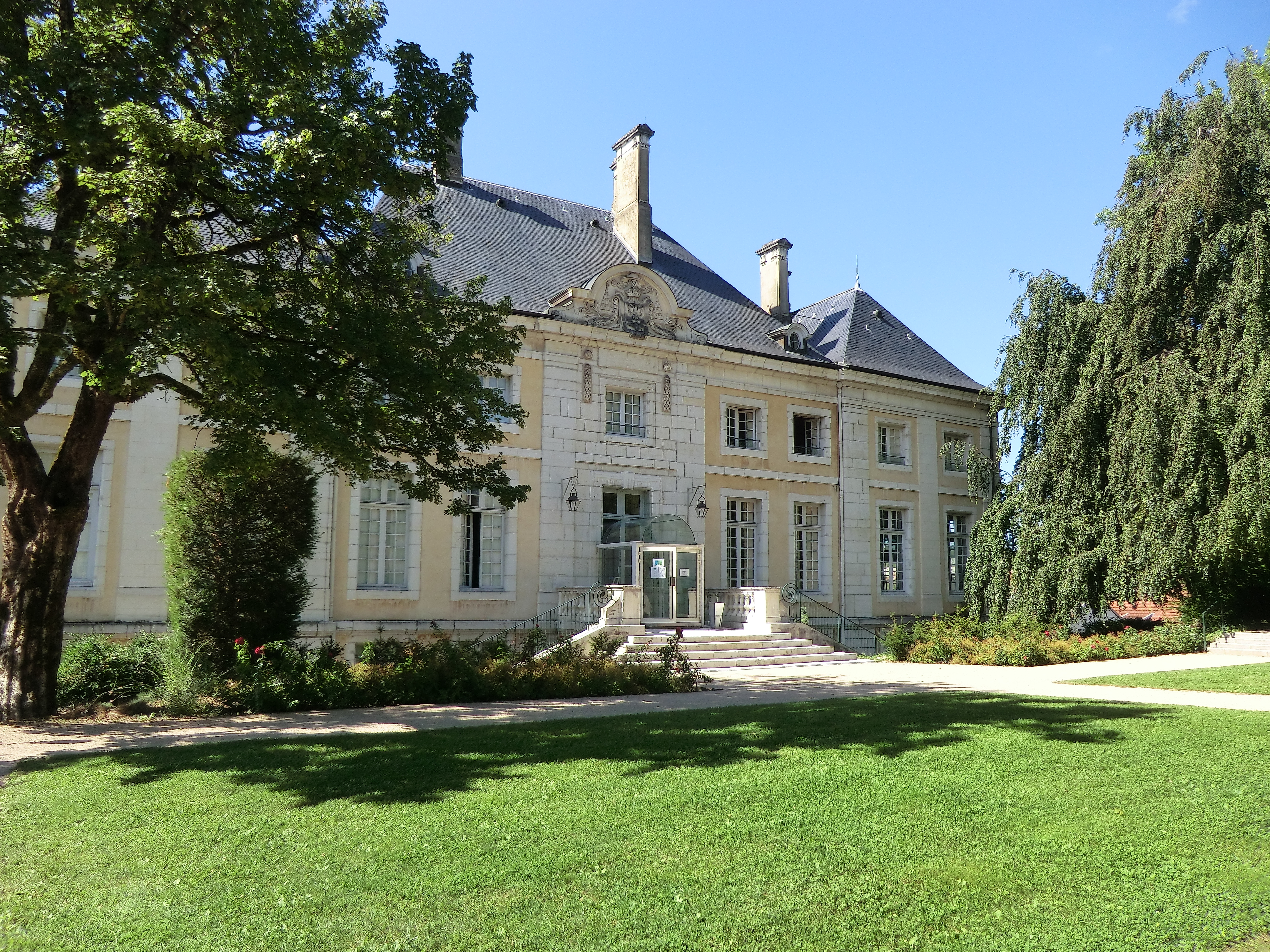
Le palais depuis le jardin Jean-Pierre-Camus.

L'édifice est situé dans le département français de l'Ain, sur la commune de Belley. L'édifice est classé au titre des monuments historiques en 1932.